# Juliusz Adolf Teofil Ludwig
Juliusz Adolf Teofil Ludwig (ur. 19 lutego 1808 w Płocku zm. 13 kwietnia 1876 w Łodzi) – duchowny ewangelicki, generalny superintendent (biskup kościoła) Kościoła Ewangelicko-Augsburskiego w Królestwie Polskim.

## Życiorys
Urodził się 19 lutego 1808 w rodzinie żydowskich prozelitów z Płocka. W latach 1835–1874 był proboszczem parafii Św. Trójcy w Warszawie. W latach 1836–1840 był inspektorem szkół zborowych, jednocześnie od 1836 był także radcą Konsystorza, a od 1838 superintendentem diecezji warszawskiej. Po oddzieleniu konsystorza Ewangelicko-Augsburskiego od Reformowanego w 1849 został pierwszym generalnym superintendentem Kościoła Ewangelicko-Augsburskiego w Królestwie Polskim funkcję tę pełniąc do 1874.
Zmarł w 1876 i został pochowany na cmentarzu ewangelicko-augsburskim w Warszawie przy ul. Młynarskiej (aleja 18, grób 4).  